# Skulptörförbundet
Skulptörförbundet är ett svenskt förbund som består av 280 konstnärer. Syftet med förbundet är att visa allmänhet och beställare exempel på medlemmarnas arbete och hur olika miljöer kan berikas av skulptur och annat skulpturalt arbete.
Skulptörförbundet grundades 1975 och består idag av 280 konstnärer. "Deras verk i den offentliga miljön är till för oss alla. Skulpturen i det öppna rummet är viktig, inte bara för att göra våra samhällen vackrare. Den berättar om oss själva och vår tid, den ska ställa frågor och få oss att tänka efter."

## Utställningar
Under åren har Skulptörförbundet deltagit i och arrangerat ett stort antal utställningar i parker, slott, gallerier i olika delar av landet och utomlands. Några utställningar har varit arrangerade och jurybedömda av förbundet. Andra utställningar har varit på enskilda medlemmars initiativ. Syftet med utställningarna är att visa allmänhet och beställare exempel på medlemmarnas arbete. Vidare är syftet att visa hur olika miljöer kan berika av skulptur och annat skulpturalt arbete.

## Skulpturens roll i den offentliga miljön
Skulptörförbundet vill fördjupa kontakten mellan medlemmarnas verk, verksamhet och omvärlden. Förbundet vill samtidigt också syfta till att fördjupa och på bredden framhålla skulpturens roll i den offentliga miljön. För framtiden står Skulptörförbundet också inför en omformulering av sina mål och medel. Med 40-årsjubileet som viktig mittpunkt pågår ett visionärt arbete. Det är viktigt att förmedla kunskap och väcka intresse för dagens mångfald i uttryckssätt, material och metoder. Uttryckssätten spänner från de traditionella materialen till ljusskulpturer, ljusinstallationer, skulpturer i förgängliga material med mera.

## Medlemmarnas arbete
Förbundets medlemmar arbetar med de flesta nya möjligheter som står till buds, men med det tre-dimensionella uttrycket som utgångspunkt.